# Chris Cannon

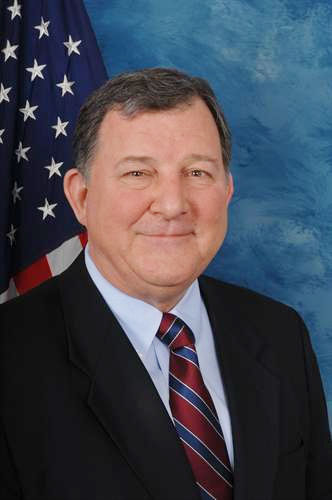
Chris Cannon

Christopher Black Cannon (* 20. Oktober 1950 in Salt Lake City, Utah; † 8. Mai 2024) war ein US-amerikanischer Politiker. Zwischen 1997 und 2009 vertrat er den dritten Wahlbezirk des Bundesstaates Utah im US-Repräsentantenhaus.

## Herkunft und Werdegang
Chris Cannon entstammte einer Politikerfamilie in Utah. Sein Bruder Joe war Vorsitzender der Republikanischen Partei in Utah. Sein Urgroßvater George Q. Cannon vertrat zwischen 1873 und 1882 das Utah-Territorium als Delegierter im US-Repräsentantenhaus. Auch der frühere US-Senator Frank J. Cannon gehört zu seinen Verwandten. Chris Cannon besuchte bis 1974 die Brigham Young University und dann bis 1975 die Harvard School of Business an der Harvard University. Darauf folgte ein Jurastudium, das er bis 1980 wieder an der Brigham Young University absolvierte. Zwischen 1980 und 1996 war er als Rechtsanwalt und Geschäftsmann tätig. Dabei wurde er zum Millionär. Zwischen 1983 und 1986 arbeitete er auch als Jurist für das Innenministerium und von 1992 bis 1994 war er Schatzmeister der Republikaner in Utah.

## Kongressabgeordneter
1996 wurde Chris Cannon im dritten Wahlbezirk von Utah in das US-Repräsentantenhaus gewählt. Dort löste er am 3. Januar 1997 den Demokraten Bill Orton ab, den er bei der Wahl geschlagen hatte. In den folgenden Wahlen wurde er jeweils in seinem Amt bestätigt, so dass er zwischen dem 3. Januar 1997 und dem 3. Januar 2009 insgesamt sechs Legislaturperioden im Kongress absolvieren konnte. Bei seinen Wiederwahlen erreichte er stets absolute Mehrheiten zwischen 58 % und 77 % der Stimmen.
Im Jahr 1999 gehörte er zu den Anklägern im Amtsenthebungsverfahren gegen Präsident Bill Clinton. Er war Mitglied im Ausschuss zur Reform der Regierung und in einigen Unterausschüssen. Im Vorfeld der Kongresswahlen des Jahres 2008 unterlag Cannon in den Vorwahlen seiner Partei Jason Chaffetz. Seine Zeit im Kongress war auch nicht ganz frei von Kontroversen. So war zum Beispiel sein Engagement für seinen Bruder und dessen geschäftliche Interessen im Jahr 2006 umstritten. Im Jahr 2008 wollte er erfolglos dem demokratischen Präsidentschaftskandidaten Barack Obama unterstellen, dass dessen Memoiren nicht von ihm geschrieben worden seien.
Chris Cannon war mit Claudia Ann Fox verheiratet.